# Shōtengai
shōtengai (商店街) (âm Hán Việt: thương điếm nhai) là con đường có nhiều cửa hàng mua sắm ở Nhật Bản. Con đường này dành cho khách bộ hành, thường có mái che, xe cộ không vào được. Shōtengai thường thiết lập gần ga xe lửa để hành khách ra vào ga dễ ghé qua mua hàng hóa. Mấy ga xe lửa ở vùng ngoại ô và các tỉnh lẻ cũng thường có shōtengai, lớn nhỏ tuy khác nhau nhưng chung một mục đích. Một shōtengai tiêu biểu thường có các cửa hàng như sau:
- siêu thị, tiệm tạp hóa
- nhà hàng, quán cà phê và kissaten

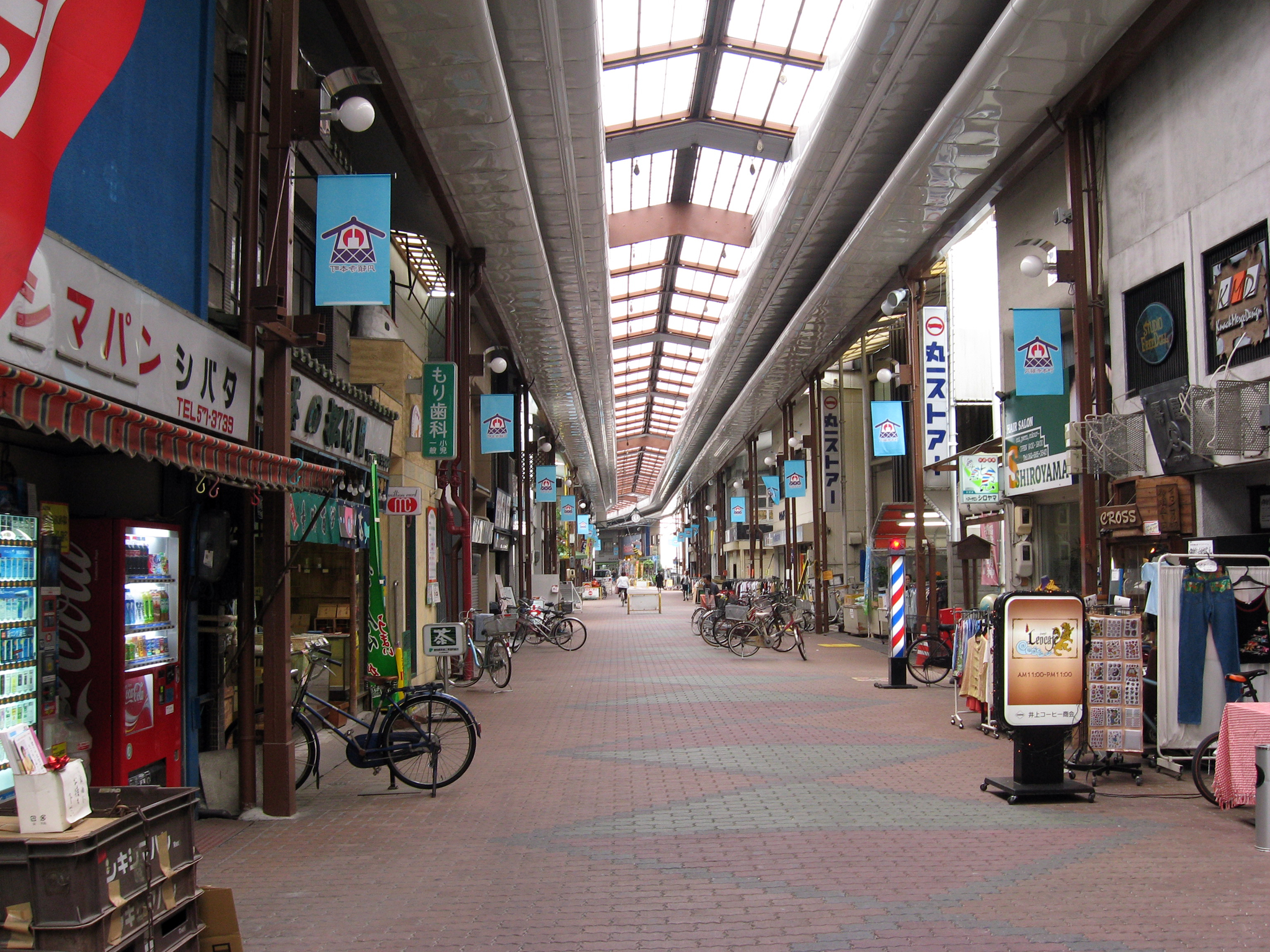
Endoji Hommachi ở Nagoya

- izakaya và món ăn nhẹ (quán rượu kiểu Nhật Bản với khách hàng chủ yếu là nam; công việc chạy bàn thường giao cho phụ nữ)
- sòng bài pachinko
- tiệm massage
- tiệm hớt tóc
- trung tâm trò chơi
- bưu điện
- hiệu sách
- cửa hàng quần áo
- kōban, trạm cảnh sát khu phố